# Makarije Moslavački
Knez Makarije I. Moslavački (prvi spomen 1181., posljednji spomen 1201.) je bio hrvatski plemenitaš iz obitelji Moslavačkih. Dobio je prava na prihode od moslavačke marturine.
Smatra ga se rodonačelnikom roda Moslavačkih, od kojih je prema nekim povjesničarima nastala obitelj Čupora Moslavačkih. Isticao se u kraljevskoj službi Bele III. Za njegova sina, kralja dobio je naslov hercega.
Obnašao je dužnost dvorskog sudca i banovca. Neke ga isprave spominju i kao vukovarskog župana (1221.) i kao župana Szolnoka. Imao je četiri sina, od kojih je najvažniji za povijest Toma I.